# Municipio de Morgan (condado de Knox)
El municipio de Morgan (en inglés: Morgan Township) es un municipio ubicado en el condado de Knox en el estado estadounidense de Ohio. En el año 2010 tenía una población de 1085 habitantes y una densidad poblacional de 16,07 personas por km².

## Geografía
El municipio de Morgan se encuentra ubicado en las coordenadas 40°16′59″N 82°26′15″O / 40.28306, -82.43750. Según la Oficina del Censo de los Estados Unidos, el municipio tiene una superficie total de 67.54 km², de la cual 67,37 km² corresponden a tierra firme y (0,24 %) 0,16 km² es agua.

## Demografía
Según el censo de 2010, había 1085 personas residiendo en el municipio de Morgan. La densidad de población era de 16,07 hab./km². De los 1085 habitantes, el municipio de Morgan estaba compuesto por el 98,8 % blancos, el 0,37 % eran afroamericanos, el 0,09 % eran asiáticos, el 0,09 % eran de otras razas y el 0,65 % eran de una mezcla de razas. Del total de la población el 0,83 % eran hispanos o latinos de cualquier raza.